# Деревня станции Сахарозаводская
Деревня станции Сахарозаводская (баш. Шәкәр заводы станцияһы) — деревня в Кармаскалинском районе Республики Башкортостан Российской Федерации. Входит в состав Прибельского сельсовета.

## География

### Географическое положение
Расстояние до:
- районного центра (Кармаскалы): 18 км,
- центра сельсовета (Прибельский): 4 км,
- ближайшей ж/д станции (Сахарозаводской): 0 км.

## История
Поселение возникло для проживания рабочих и служащих, обслуживающих ж/д станцию Сахарозаводской.

## Население
| 2002 | 2009 | 2010 |
| ---- | ---- | ---- |
| 75   | ↗76  | ↗82  |